# Groeberia
La groeberia (gen. Groeberia) è un mammifero marsupiale estinto, vissuto nell'Eocene medio (circa 45 milioni di anni fa). I suoi resti sono stati ritrovati in Sudamerica.

## Descrizione
Di piccole dimensioni, questo animale è noto principalmente per i resti delle mascelle e della dentatura. Questa è particolarmente simile a quella dei roditori, con un paio di incisivi molto grandi e a crescita continua, dotati di smalto solo sulla superficie anteriore. Lo smalto possedeva due livelli, come nei roditori, ma al contrario di questi ultimi lo strato più interno era notevolmente ispessito e mancava delle cosiddette “bande di Hunter-Schreger”. Il cranio, inoltre, possedeva aperture sul palato e quattro molari.

## Classificazione
La maggior parte degli studiosi ritiene che la groeberia fosse un marsupiale, a causa di caratteristiche come la presenza di quattro molari e il palato perforato, ma non è chiaro a quale gruppo appartenesse. Di recente alcuni studiosi (Pascual et al., 1994, Flynn e Wyss, 1999) hanno avvicinato questa forma agli argirolagidi, strani marsupiali dalle lunghe zampe posteriori. Si conoscono due specie di questo animale: Groeberia minoprioi e G. pattersoni. Altri due generi accostati a Groeberia sono Patagonia e Klohnia.